# Дом Семёнова (Яранск)
Городская усадьба Семёнова — жилой особняк в Яранске. Один из шести объектов культурного наследия федерального значения в городе.

## История
Памятник находится по адресу улица Карла Маркса, 37. Дом с прилегающими постройками был построен в конце XVIII века. За зданием закрепилось имя самого известного его владельца — гласного Яранской городской думы, купца по скобяным товарам И. Ф. Семёнова.

## Памятник архитектуры
В состав охранного архитектурного комплекса входят: главный дом, флигель, амбар, хозяйственные постройки и ворота. Каждому объекту присвоен собственный номер. Здание украшено лепниной, которая из-за недостаточности мероприятий по охране памятника сильного пострадала.